# نرت ویلکسبورو (کارولینای شمالی)
نُرت ویلکسبورو (به انگلیسی: North Wilkesboro) شهری در ایالت کارولینای شمالی کشور ایالات متحده آمریکا است که جمعیت آن در سرشماری سال ۲۰۱۰ میلادی، ۴٬۲۴۵ نفر بوده‌است.